# الدوير (دير الزور)
الدوير قرية سورية تتبع ناحية العشارة في منطقة الميادين في محافظة دير الزور. بلغ عدد سكانها 5536 نسمة في عام 2004 حسب إحصاء المكتب المركزي للإحصاء.